# F. H. Townsend

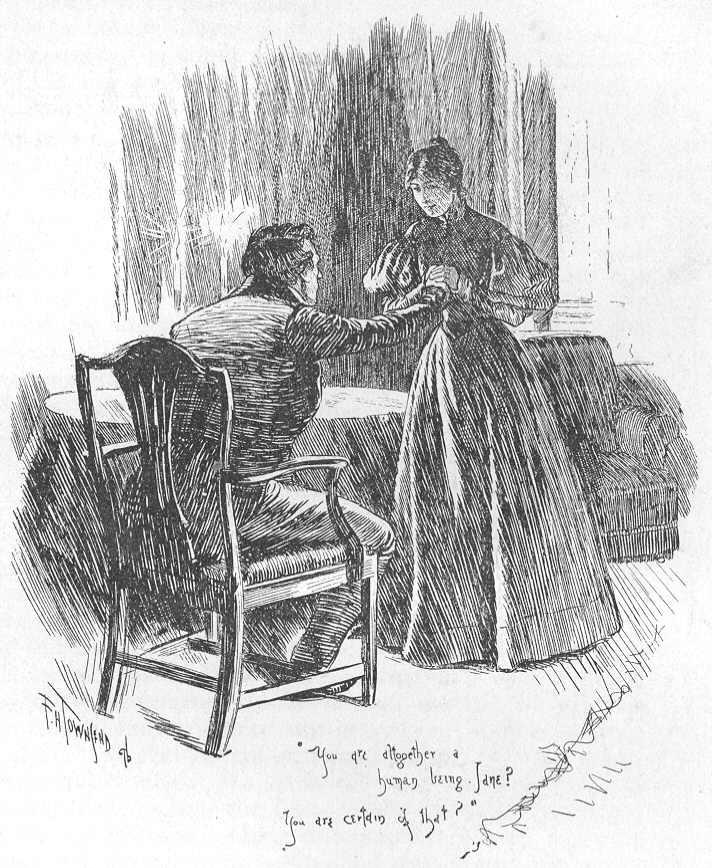
Ilustración para la segunda edición de Jane Eyre (1897)

Frederick Henry Townsend (Londres, 25 de febrero de 1868-Londres, 11 de diciembre de 1920) fue un ilustrador y caricaturista británico. Colaboró con la revista Punch y también ilustró los cuentos de Oscar Wilde «El fantasma de Canterville» y «El crimen de lord Arthur Savile», ambos publicados por primera vez en 1887 en la revista literaria The Court and Society Review.
Entre otras obras, ilustró la segunda edición de Jane Eyre (1897), de Charlotte Brontë, y, en 1905 una nueva edición de A Child's History of England (1851) de Charles Dickens, además de novelas de autores como Thomas Love Peacock, Israel Zangwill, L. T. Meade y Rudyard Kipling, entre otros.